# ガブリエル・ベルナル
ガブリエル・ベルナル（Gabriel Bernal、1956年3月24日 - ）は、メキシコの男性プロボクサー。ゲレーロ州出身。身長159cm。元WBC世界フライ級王者。

## 来歴
1974年3月6日、プロデビュー。
1978年1月21日、メキシコフライ級王座決定戦に出場するが、バレンチン・マルチネスに12回判定負けし、王座獲得ならず。
1981年8月29日、NABF北米フライ級王座決定戦に出場。同国人のフレディー・カスティーリョと対戦するが、8回TKO負けで王座獲得ならず。
1984年4月9日、47戦目にして世界初挑戦。後楽園ホールでWBC世界フライ級王者小林光二に挑み、2回KO勝ち。王座獲得に成功した。6月1日にはアントワンヌ・モンテロ（フランス）を11回TKOに降し、初防衛に成功（これまでWBC世界フライ級は前王者・小林まで6人が続けて初防衛戦で王座から陥落しており、ベルナルが不名誉なジンクスを破る形となった）。
1984年10月8日、2度目の防衛戦でソット・チタラダ（タイ）と対戦。フルラウンド戦ったが、判定で敗れ王座から陥落した。
1985年6月22日、雪辱・王座返り咲きを懸け、チタラダと再戦したが、12回判定で引き分け。王座返り咲きならず。
1986年12月10日、チタラダと三たび対戦したが、12回判定負けでまたしても王座返り咲きならず。その後、1987年は1試合も行わず。1988年、1989年も1試合ずつを行ったのみ。
1990年5月12日、メキシコジュニアフライ級（現:スーパーフライ級）王座挑戦。王者アルマンド・サラサールに挑むが、12回判定負け。9月5日には空位となった同級王座をアルマンド・カストロと争うが、5回TKO負け。その後、また1年あまり試合から遠ざかる。
1991年は10月に1試合を行い勝利するも、翌1992年は2試合を行いいずれも敗戦。結局、この2連敗を以って現役を引退した。

## 獲得タイトル
- 第24代WBC世界フライ級王座（防衛1度）